# Dasyatis izuensis
Dasyatis izuensis е вид хрущялна риба от семейство Dasyatidae. Видът е почти застрашен от изчезване.

## Разпространение
Разпространен е в Япония.